# Saku (Nagano)
Saku (jap. 佐久市, -shi) ist eine Stadt im Osten der Präfektur Nagano auf der japanischen Hauptinsel Honshū.

## Geographie
Saku liegt westlich von Takasaki und südöstlich von Nagano.
Außerdem rühmt sich Saku damit, die am weitesten vom Meer entfernte Stadt Japans zu sein.

## Geschichte
Die „alte“ Stadt Saku wurde am 1. April 1961 aus den ehemaligen Gemeinden Nozawa, Nakagomi, Azuma und Asama gegründet.
Am 1. April 2005 schloss sich Saku mit den Städten Usuda und Mochizuki sowie dem Dorf Asashina zur „neuen“ Stadt Saku zusammen.

## Bildung
Saku ist Standort der Hochschule Saku sowie der Kurzhochschule Shinshū. Außerdem befinden sich mehrere Mittel- und Oberschulen in der Stadt.

## Verkehr

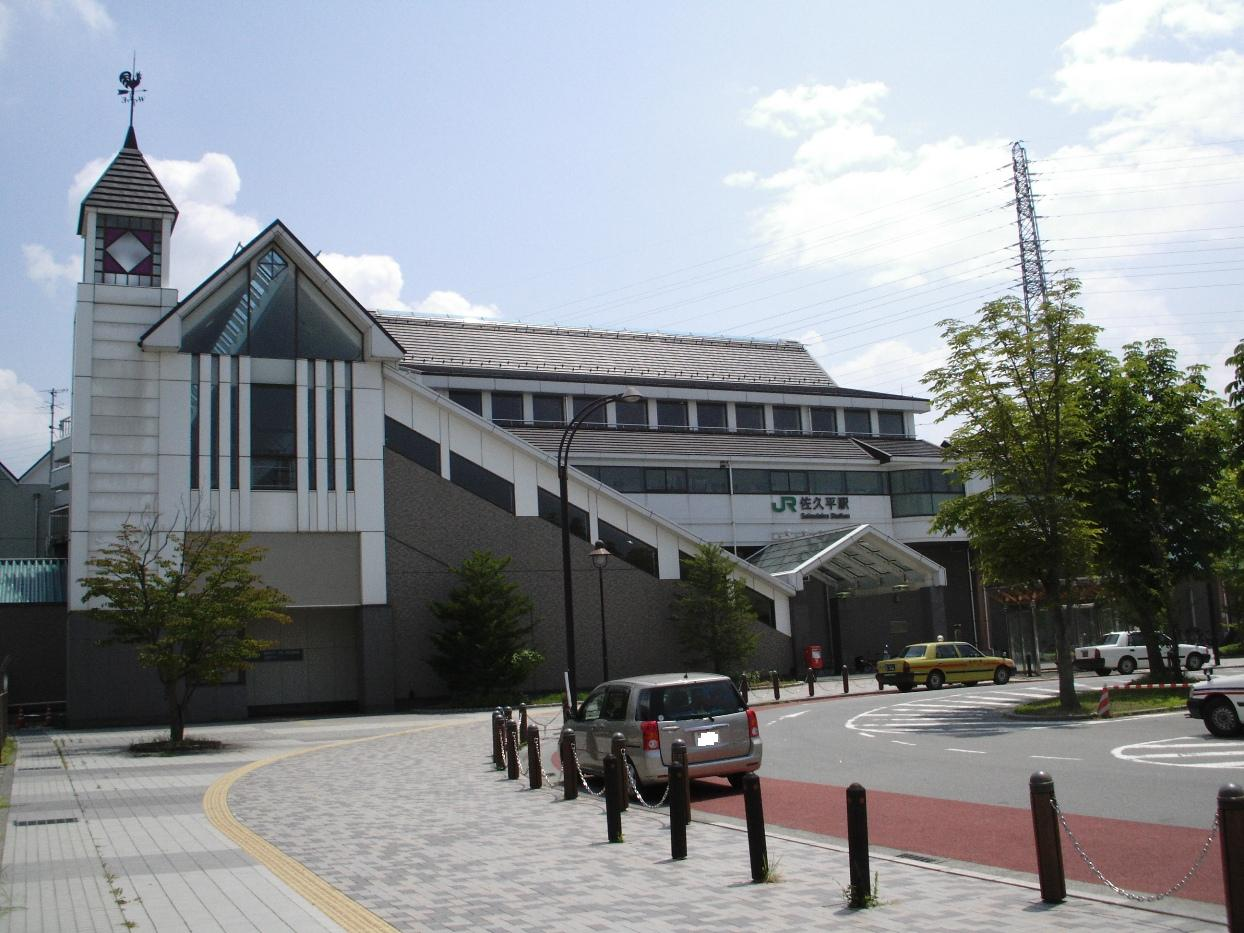
Bahnhof Sakudaira

Saku ist über die Jōshin’etsu-Autobahn sowie über die Nationalstraßen 141, 142 und 254 erreichbar. Am Bahnhof Sakudaira der Bahngesellschaft JR East kreuzt sich die Schnellfahrstrecke Hokuriku-Shinkansen von Tokio nach Tsuruga mit der Koumi-Linie von Komoro nach Hokuto.

## Angrenzende Städte und Gemeinden
- Komoro
- Chino (Nagano)
- Tōmi
- Karuizawa

## Söhne und Töchter der Stadt
- Kaede Hagitani (* 2000), Langstreckenläuferin
- Shō Kawamoto (* 1993), Mittelstreckenläufer
- Kōsei Matsui (1927–2003), japanischer Töpfer und Kunstkeramiker
- Miho Nakayama (1970–2024), Sängerin, Schauspielerin und Musikerin
- Takeuchi Yoshimi (1910–1977), japanischer Sinologe und Kulturtheoretiker
- Toru Owashi, Japanischer Profi-Wrestler (richtiger Name: Toru Ito, Nihongo: 伊藤 透, Itō Tōru)
- Buronson, japanischer Manga-Autor, und einer der Schöpfer von Fist of the North Star und Heat (Realer Name: Yoshiyuki Okamura, Nihongo: 岡村 善行, Okamura Yoshiyuki /Sho Fumimura, Nihongo: 史村 翔, Fumimura Shō)
- Shinji Takahashi, japanischer religiöser Führer, Unternehmensmanager und Hardware-Ingenieur, Gründer der God Light Association
- Seishiro Endo (* 1942), 8. Dan im Aikikai Aikido Meisterlehrer
- Yuichiro Ueno, japanischer Langstreckenläufer, der sich auf die Disziplinen 1500 und 5000 Meter spezialisiert hat
- Jiro Okabe, japanischer Politiker, ehemaliges Mitglied des Repräsentantenhauses, Rikken Seiyūkai, Chūseikai und Kenseikai

## Partnerschaften und Außenbeziehungen

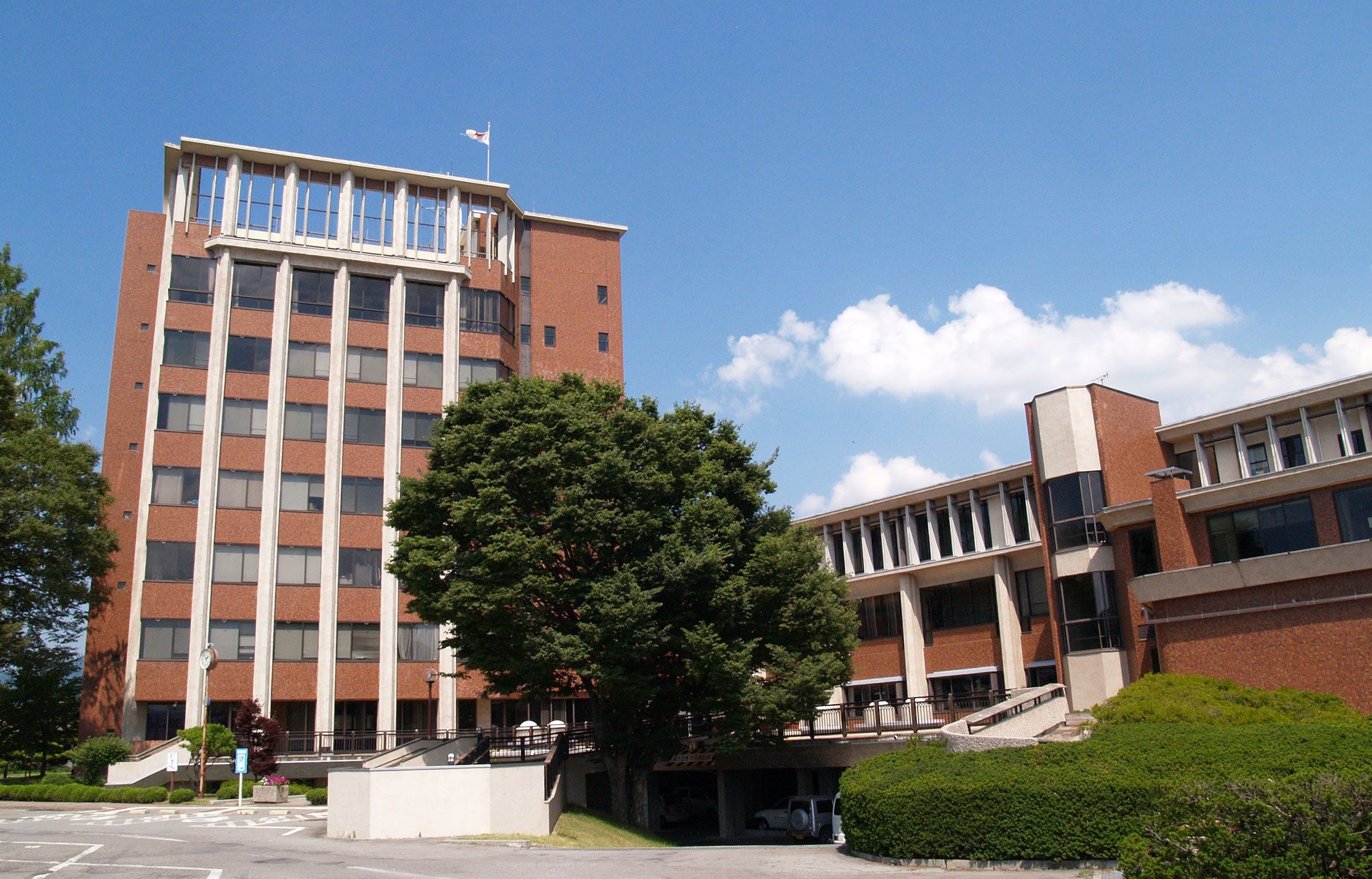
Rathaus

- Städtepartnerschaft mit Avallon (Frankreich) seit 14. Juli 1976. Diese Städtepartnerschaft  wurde durch den Zen-Meister Taisen Deshimaru initiiert.[1]
- Städtepartnerschaft mit Saku (gleichnamige Stadt in Estland) seit 1. Mai 2019